# GuangDong Asia Millions
Die GuangDong Asia Millions waren eine Pokerturnierserie, die im Juni 2013 in Macau ausgetragen wurde. Bei den zwei Super-High-Roller-Events wurden Preisgelder von über 16 Millionen US-Dollar ausgespielt.

## Struktur
Die Turnierserie wurde von PokerStars veranstaltet. Die beiden Events wurden in der Variante No Limit Hold’em gespielt. Der Buy-in und die Gewinnausschüttung erfolgte in Hongkong-Dollar. Zum Turnierzeitpunkt entsprachen 100.000 HK-Dollar knapp 13.000 US-Dollar.

## Turniere

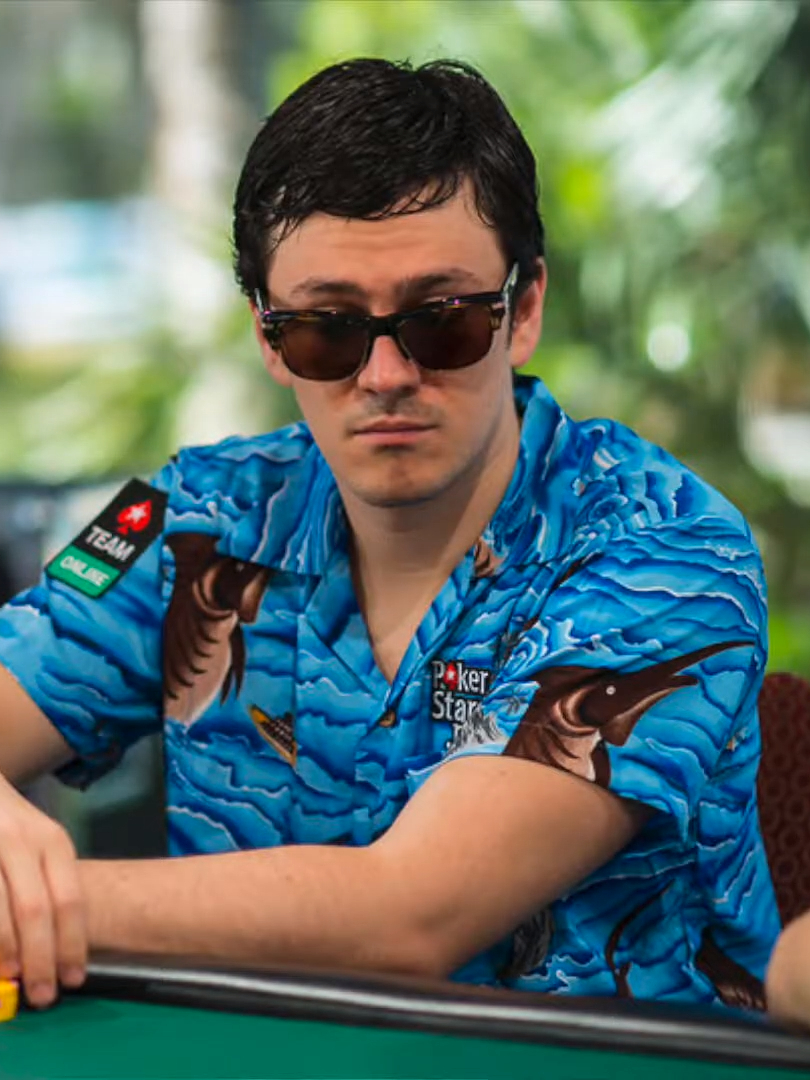
Isaac Haxton erreichte als einziger Spieler bei beiden Events die Geldränge

### Warm Up
Das erste Event wurde am 4. Juni 2013 gespielt. 43 Spieler zahlten den Buy-in von 250.000 Hongkong-Dollar, was einen Preispool von umgerechnet knapp 1,5 Millionen US-Dollar generierte. Für die Teilnehmer gab es fünf bezahlte Plätze:
| Platz | Herkunft           | Spieler              | Preisgeld    | Preisgeld    |
| Platz | Herkunft           | Spieler              | in HK-Dollar | in US-Dollar |
| ----- | ------------------ | -------------------- | ------------ | ------------ |
| 1     | Hongkong           | Nick Wong            | 4.298.000    | 553.633      |
| 2     | Vereinigte Staaten | Isaac Haxton         | 2.579.000    | 332.205      |
| 3     | Deutschland        | Philipp Gruissem     | 1.719.000    | 221.427      |
| 4     | Frankreich         | Bertrand Grospellier | 1.289.000    | 166.038      |
| 5     | Norwegen           | Tore Lukashaugen     | 0.858.750    | 110.617      |

### Main Event
Das Main Event wurde vom 5. bis 7. Juni 2013 gespielt. Es kostete eine Million HK-Dollar und lockte 71 Teilnehmer an. Zusätzlich gab es 54 Rebuys, die zu einem Preispool von umgerechnet mehr als 15 Millionen US-Dollar führten. Bezahlt wurden acht Plätze:
| Platz | Herkunft            | Spieler          | Preisgeld    | Preisgeld    |
| Platz | Herkunft            | Spieler          | in HK-Dollar | in US-Dollar |
| ----- | ------------------- | ---------------- | ------------ | ------------ |
| 1     | Deutschland         | Niklas Heinecker | 34.600.000   | 4.456.885    |
| 2     | Australien          | Jeff Rossiter    | 24.500.000   | 3.155.887    |
| 3     | Kanada              | Sorel Mizzi      | 16.100.000   | 2.073.868    |
| 4     | China Volksrepublik | Zheng Tang       | 12.525.000   | 1.613.367    |
| 5     | Vereinigte Staaten  | Isaac Haxton     | 10.200.000   | 1.313.879    |
| 6     | Russland            | Igor Kurganow    | 08.300.000   | 1.069.137    |
| 7     | Hongkong            | Anson Tsang      | 07.150.000   | 0.921.004    |
| 8     | Vereinigte Staaten  | Pratyush Buddiga | 06.000.000   | 0.772.870    |